# Сионе, Тому
Сэр Тому Малаефоне Сионе (англ. Tomu Malaefone Sione; 17 ноября 1941 — апрель 2016) — четвёртый генерал-губернатор Тувалу в 1993—1994.

## Биография
Родился 17 ноября 1941 года.
1993—1994 годы — четвёртый генерал-губернатор Тувалу.
Впоследствии спикер парламента, куда вернулся после своей отставки с поста.
С 2001 — кавалер ордена святых Михаила и Георгия.